# عودة المنيار (مسلسل)
عودة المنيار مسلسل درامي تونسي يتكون من خمسة عشر حلقة، عُرض في رمضان سنة 2005 على قناة تونس 7، وهو من تأليف علي اللواتي وإخراج الحبيب المسلماني.
يتناول المسلسل وقائع اجتماعية متعددة من خلال التطرق إلى مختلف القضايا والظواهر مثل الفقر، والتفاوت الاجتماعي، والهجرة القروية.

## القصة
يسرد المسلسل قصة الهادي فتح الله، أرمل وله ابنة (هدى)، وهو رجل أعمال ذو مكانة مرموقة وله العديد من المشاريع، حيث يمتلك فندقًا سياحيًا، إضافة إلى مكتب هندسة معمارية. ويعمل أنور، خطيب ابنته، مهندسًا لديه في المكتب. يقرر الهادي الزواج من امرأة أصغر منه سنًا تعيش في باريس، وهي راقية.
مع تعلّق هدى الشديد بها، تقوم راقية بالتدخل في أدق تفاصيل حياة هدى، كما تحاول إبعادها عن أنور. يعود ذلك لعلاقة قديمة بين راقية وأنور أثناء دراستهما في باريس. تبعًا لذلك، تحاول راقية تقريب هدى من عامر، وهو شاب ينحدر من منطقة ريفية، ويعمل مديرًا لفندق الهادي. تنجح راقية في ذلك، حيث يقطع أنور علاقته بهدى، وتتزوج هذه الأخيرة بعامر، الذي بدوره ينفصل عن خطيبته فضيلة، وهي من سكان منطقته.
تتوتر العلاقة بين راقية وعامر، بعد أن يكتشف علاقتها السابقة مع أنور، ويهددها بإخبار الهادي بذلك. بعد ذلك، يموت عامر مقتولًا على يد أحد سكان منطقته الذي له خلاف مع والده شعبان، وذلك بأمر من راقية. مع اكتشاف الشرطة لذلك، تنتحر راقية قبل أن يتم القبض عليها، وتترك ورقة تعترف فيها بالجريمة.

## الشخصيات
- علي بنور: «الهادي فتح الله» صاحب مكتب هندسة معمارية وفندق سياحي
- سوسن معالج: «هدى فتح الله» ابنة الهادي
- محمد علي النهدي: «عامر الشعيلي» مدير فندق الهادي، زوج هدى
- وجيهة الجندوبي: «راقية فتح الله» زوجة الهادي
- محمد علي بن جمعة: «أنور» مهندس معماري، خطيب هدى الأول
- يونس الفارحي: «شعبان الشعيلي» والد عامر
- مراد كروت: «العروسي» صديق الهادي ومستشاره
- سناء كسوس: «شمس» خادمة منزل راقية، من سكان منطقة عامر
- سعيدة السراي: «فضيلة» ممرضة، خطيبة عامر الأولى
- أحمد أمين بن سعد: «لطفي» شقيق فضيلة
- مليكة الحبلاني: «حسنية» والدة عامر، زوجة شعبان
- نبيلة قويدر: «فطيمة» شقيقة عامر، ابنة شعبان وحسنية
- نعيمة الجاني: «شهلة» والدة شمس
- عزيزة بولبيار: «دادة حدود» والدة فضيلة ولطفي
- عبد اللطيف بوعلاق: «حفيّظ» سائق راقية، من سكان منطقة عامر
- فتحي المسلماني: «عبد الحق» مهندس معماري في مكتب الهادي

## فريق العمل
| العمل     | صاحب العمل                      |
| --------- | ------------------------------- |
| الإنتاج   | مؤسسة الإذاعة والتلفزة التونسية |
| الموسيقى  | الطاهر القيزاني                 |
| السيناريو | علي اللواتي                     |
| الإخراج   | الحبيب المسلماني                |